# NGC 241
NGC 241 sau NGC 242 este un roi deschis situat în Micul Nor al lui Magellan, în constelația Tucanul. A fost descoperit probabil în 11 august 1834 de către John Herschel. De asemenea, a fost observat încă o dată în 12 august 1834 de către John Herschel.